# Санджайя
Шри Санджайя — основатель и первый правитель средневекового яванского государства Матарам, правивший в 30-х — 40-х годах VIII века. Положил начало первой династии матарамских махараджей.